# Elbebrücke Hohenwarthe
Die Elbebrücke Hohenwarthe ist mit 1170 m das längste Brückenbauwerk der Autobahn 2. Sie überspannt nördlich von Magdeburg bei Hohenwarthe bei Stromkilometer 338,60 die Elbe und das eingedeichte Vorland. Der Brückenzug wurde erstmals zwischen 1935 und 1936 als Abschnitt der Reichsautobahn Berlin-Hannover errichtet und am 10. Januar 1937 dem Verkehr übergeben. Im Rahmen des sechsstreifigen Ausbaus der Bundesautobahn 2 (Verkehrsprojekt Deutsche Einheit Nr. 11) wurde die alte Brücke zwischen den Jahren 1994 und 1997 durch einen Neubau ersetzt.

## Alte Brückenkonstruktion
Das erste Bauwerk hatte für jede Richtungsfahrbahn einen Überbau mit zwei Fahrstreifen, aber ohne Standspur. Der Brückenzug war in Längsrichtung zweigeteilt in eine 832 m lange massive Vorlandbrücke und eine 327 m lange stählerne Strombrücke. Zwischen beiden Abschnitten war ein breiter Trennpfeiler angeordnet. Die Flutbrücken bestanden aus einer Reihe von Durchlaufträgern, die durch Dehnfugen getrennt waren und Feldweiten von 33,5 m aufwiesen. In Querrichtung besaßen sie einen 22,5 m breiten Stahlbetonplattenbalkenquerschnitt mit vier Stegen. Über der Elbe war eine dreifeldrige Fachwerkbrücke mit obenliegender Fahrbahn bei einer maximalen Stützweite von 140,7 m vorhanden. In der Untergurtebene eines Überbaus war ein öffentlicher Gehweg angeordnet. Der Zugang erfolgte über Treppenhäuser in den Trennpfeilern. Am 13. April 1945 sprengte die deutsche Wehrmacht die Strombrücke.
Noch 1945 entstand eine hölzerne Behelfsbrücke. Diese wurde 1952 durch einen einstreifig befahrbaren Überbau der Richtungsfahrbahn Berlin–Hannover mit einer maximalen Stützweite von 128 m ersetzt. Zwischen 1967 und 1969 wurde auch der zweite Überbauabschnitt der Richtungsfahrbahn Hannover–Berlin wiederhergestellt. Nach einer Instandsetzung des älteren Überbaus war schließlich das Bauwerk im Jahr 1980 in beiden Fahrtrichtungen zweistreifig befahrbar.

## Neubau
Der Neubau, wiederum eine zweigeteilte Konstruktion, wurde 1994 begonnen. Er ersetzte den alten Brückenzug durch zwei getrennte breitere Überbauten, die im lichten Abstand von 5,0 m angeordnet sind. Als Mindestdurchfahrtshöhe auf der Elbe war beim höchsten schiffbaren Wasserstand 6,5 m einzuhalten. Die Bauwerke sind mit einer Breite von 19,25 m für je drei Fahrstreifen und einen Standstreifen ausgelegt. Der nördliche Überbau der Strombrücke ist mit 21,75 m um 2,5 m breiter als der südliche, da er zusätzlich noch einen Fuß- und Radweg hat. Von den alten Brücken wurden sowohl die Überbauten als auch die Widerlager abgebrochen. Das Bauwerk war im Jahr 1997 fertiggestellt, die Baukosten betrugen ungefähr 107 Millionen DM. Gebaut wurde die Brücke von der Walter Bau AG (Vorlandbrücke) und Max Bögl (Strombrücke).

### Vorlandbrücke
Überbauten

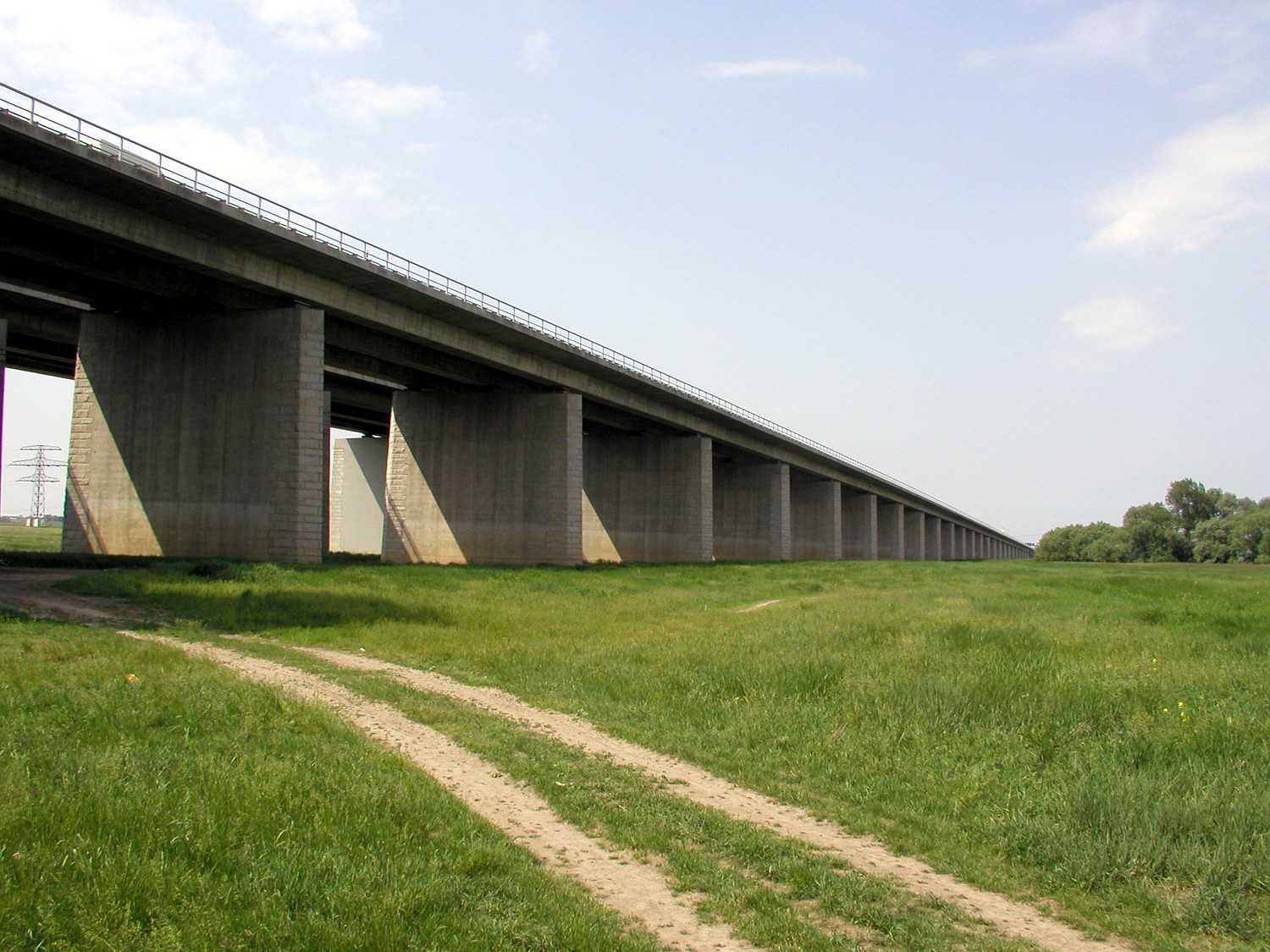
Die Vorlandbrücke

Die beiden nebeneinanderliegenden Überbauten der Spannbetonbrücke besitzen in Längsrichtung den Durchlaufträger als Bauwerkssystem. In Querrichtung haben sie einen dreistegigen Plattenbalkenquerschnitt mit einer konstanten Konstruktionshöhe von 1,7 m. Die Längsvorspannung besteht aus internen Spanngliedern. Der Überbau hat nur in den Endachsen Querträger. Die Stützweiten betragen für die 25-feldrige Brücke 28,2 m – 24 × 33,5 m. Stützachsenabstand auf dem Trennpfeiler ist 11,2 m.
Gründung und Unterbauten
Die Pfeiler und Widerlager sind flach gegründet. Die 24 Pfeilerscheiben des südlichen Überbaus stammen aus dem Jahr 1935, für den nördlichen Überbau wurden neue errichtet. Die 6 m bis 15 m hohen Pfeilerscheiben haben einen Vollquerschnitt, sind in der Regel 1,6 m breit und 21 m lang und mit Granitmauerwerk verkleidet. Neben dem alten Trennpfeiler mit Außenabmessungen von ungefähr 10 m × 20 m × 15 m wurde ebenfalls ein neuer gebaut, die Widerlager wurden komplett neu hergestellt. In das westliche Widerlager ist ein Deichdurchlass integriert.
Bauausführung
Der alte massive Überbau der Vorlandbrücke wurde gesprengt und entsorgt. Der Neubau der Plattenbalken wurde mit einem Vorschubgerüst bei einer Taktlänge von 33,5 m und einem Wochentakt hergestellt.

### Strombrücke
Überbauten

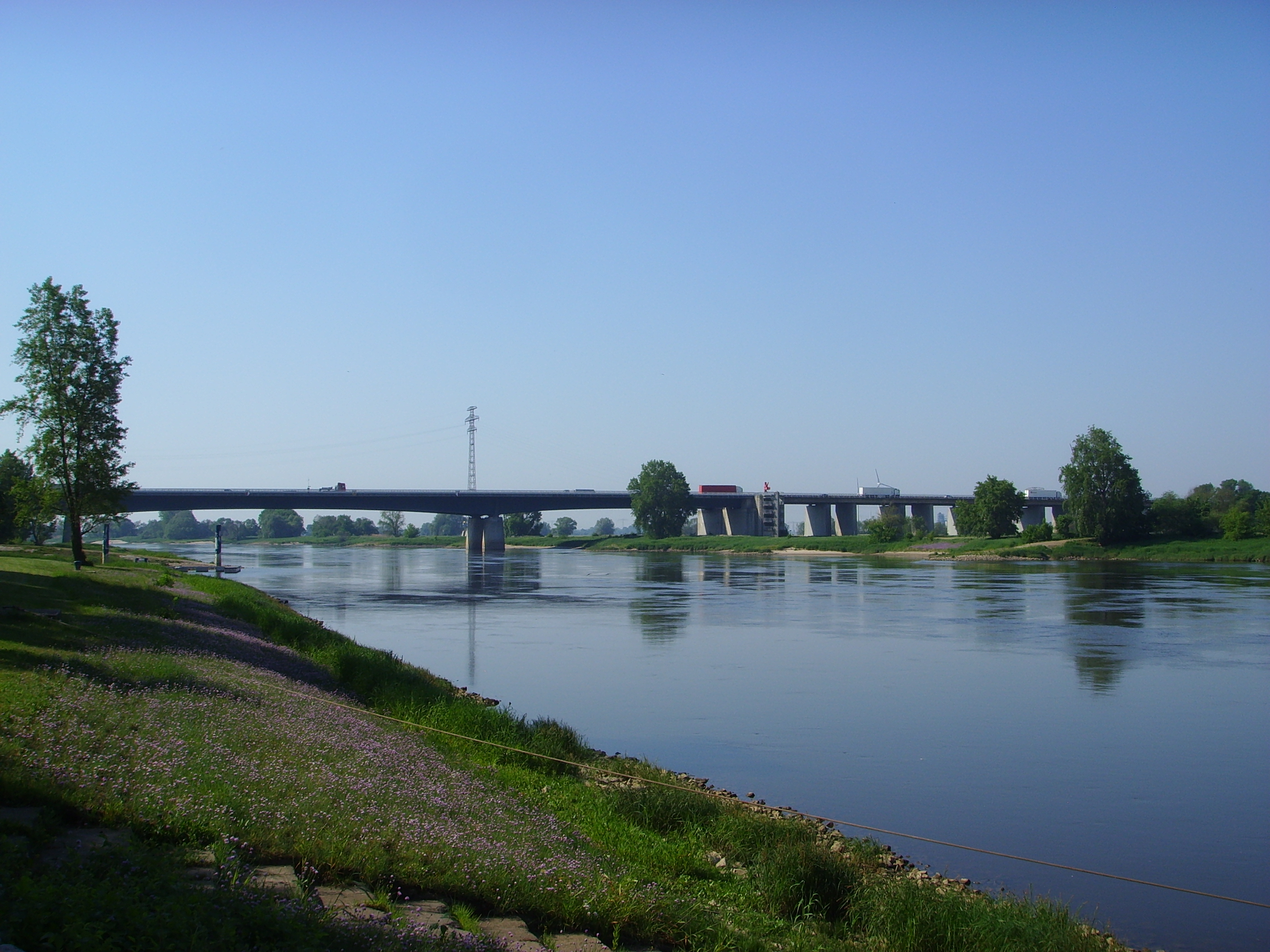
Strombrücke

Die Hauptträger der beiden Überbauten der Stahlverbundbrücke bestehen aus Stahltrögen mit Stegen im Abstand von 10,5 m (bzw. beim nördlichen Überbau 11,7 m) unterhalb der Fahrbahnplatte. Die Kastenstege weisen eine konstante Neigung auf, wodurch die Bodenplattenbreite aufgrund der veränderlichen Trägerhöhe zwischen 6,0 m (bzw. 7,2 m) und 8,21 m (bzw. 9,42 m) variiert. Die Stege sind durch Kopfbolzendübel mit der Stahlbetonfahrbahnplatte verbunden. Im Bereich der Pfeiler ist außerdem unten eine Stahlbetonbodenplatte angeordnet. Die Fahrbahnplatte ist 19,25 m (bzw. 21,75 m) breit, in Querrichtung vorgespannt und bei einer veränderlichen Querschnittshöhe über den Hauptträgerstegen maximal 48 cm (bzw. 52 cm) dick. In Längsrichtung sind die Überbauten gevoutet ausgebildet. Die Konstruktionshöhe beträgt über den beiden Strompfeilern maximal 7,11 m, in Flussmitte 4,6 m und an den Brückenenden 4,0 m. Die Stützweiten der dreifeldrigen Überbauten sind 93 m – 140,71 m – 93 m. Festpunkt der Überbauten ist der östliche Strompfeiler.
Gründung und Unterbauten
Die Strompfeiler sind auf Geschiebemergel in Spundwandkästen flach gegründet. Sie wurden für beide Richtungsfahrbahnen neu errichtet. Die Herstellung der Fundamente erfolgte mit Unterwasserbeton.
Bauausführung
Der stählerne Überbau der Strombrücke wurde mit Autokränen rückgebaut, im Bereich der Elbe mit Hilfe von Pontons. Der neue Stahlüberbau wurde in den beiden Vorlandbereichen in je fünf Einzelteilen per Schiff angeliefert. Kräne haben die einzelnen Bauteile eingehoben und auf Hilfsstützen abgesetzt. Danach wurden diese untereinander verschweißt. Das 120 m lange und 840 t schwere Mittelteil wurde auf Montagestützen neben der Brücke zusammengeschweißt, mit einem Ponton eingeschwommen und mit Litzenhebern eingehoben. Die Stahlbetonfahrbahnplatte wurde mit einem Schalwagen abschnittsweise hergestellt.